# لازلو ماركوفيتز
لازلو ماركوفيتز (بالمجرية: Markovits László)‏ مواليد 4 أبريل 1970، هو لاعب كرة مضرب مجري سابق بدأ مسيرته كمحترف سنة 1995 وكان يلعب باليد اليمنى. أعلى تصنيف له في الفردي كان المركز الـ 604 في سنة 1987. سبق أن شارك في دورة الألعاب الأولمبية الصيفية.

## الحياة الشخصية
هو ابن لاعب كرة الماء وكابتن المنتخب الوطني كالمان ماركوفيتز.

## روابط خارجية
- لازلو ماركوفيتز على موقع رابطة محترفي التنس (الإنجليزية)
- لازلو ماركوفيتز على موقع الاتحاد الدولي لكرة المضرب (الإنجليزية)
- لازلو ماركوفيتز على موقع كأس ديفيز (الإنجليزية)
- لازلو ماركوفيتز على موقع خلاصة التنس.كوم (الإنجليزية)
- لازلو ماركوفيتز على موقع اللجنة الأولمبية الدولية (الإنجليزية)
- لازلو ماركوفيتز على موقع أوليمبيديا (الإنجليزية)
- لازلو ماركوفيتز على موقع اللجنة الأولمبية المجرية (الهنغارية)